# 德丰特斯
德丰特斯，是西班牙安达卢西亚自治区格拉纳达省的一个市镇。总面积41平方公里，
2001年普查人口總數為2476人，人口密度為每平方公里60人。